# Enicospilus dayi
Enicospilus dayi là một loài tò vò trong họ Ichneumonidae.